# Kadethrin
Kadethrin (systematický název [(5-benzylfuran-3-yl)methyl]-(3R)-2,2-dimethyl-3-[(E)-(2-oxothiolan-3-yliden)methyl]cyklopropan-1-karboxylát, sumární vzorec C23H24O4S) je syntetický pyrethroid používaný jako insekticid. Má z pyrethroidů nejsilnější ochromující účinky (i silnější než pyrethrin II), ale je relativně málo stabilní, zejména na světle, a to jak kvůli furanovému kruhu, tak i thiolaktonové skupině v molekule.